# ليدي بوبيولار (لعبة)
ليدي بوبيولار هي لعبة متصفح أونلاين مجانية عن الموضة، أنشأتها شركة البرمجيات البلغارية XS Software. أولاً تم إصدار اللعبة في نهاية عام 2009، وفي أغسطس 2012، تم إصدار النسخة الرئيسية الثانية رسمياً.
ليدي بوبيولار هي لعبة تلبيس عادية للبنات. وقد ترجمت إلى 21 لغة، ولها أكثر من 8 ملايين مستخدم مسجل.

## طريقة اللعب
يبدأ كل لاعب اللعبة من خلال إنشاء شخصية أنثوية. يمكن بعد ذلك تغيير المظهر (تسريحة، مكياج، إلخ)، «إنشاء زي» للصبية، «استئجار شقة وتغيير ديكورها»، «إنشاء فريق» مع لاعبين اخرين في النوادي ومهام الحفلات، التفاعل مع لاعبين آخرين من خلال لعب التحديات على ساحة الموضة، «التواصل» معهم عن طريق الرسائل الشخصية في اللعبة، التعليقات والشات، و «التنافس» معهم في المسابقات لأجمل صبية وأحلى شقة.

### بدء اللعبة
لبدء اللعبة يجب على المستخدم التسجيل. اللاعب ينشئ صبية من خلال اختيار مظهرها الأولي (العيون، الشفاه، الشعر، الخ) والاسم. في بداية اللعبة هناك برنامج تعليمي والذي يوجه اللاعب في اللعبة ويكافئه لتنفيذ المهام بنجاح.

### المدينة
المدينة هي لوحة القيادة في اللعبة التي توفر الوصول إلى الوجهات الرئيسية في اللعبة:
- صالون الجمال - حيث يمكن للاعب تغيير مظهر الصبية الخاصة به
- المول - حيث يمكن للاعب الذهاب للتسوق لشراء ملابس لصبيته
- النوادي - فيها يعثر اللاعب على صديقات افتراضيات لصبيته
- محل الأثاث - حيث يمكن للاعب شراء الأثاث واستخدامه لتزيين الشقة
- محل الحيوانات الأليفة - حيث يمكن للاعب شراء الحيوانات الأليفة الافتراضية والملابس لهم
- مركز الحفلات - حيث يمكن للاعب تنظيم حفلة خطوبة ودعوة لاعبين آخرين
- وظائف - حيث يمكن للاعب إرسال صبيته لتعمل من أجل دولارات اضافية
- كرنفال - حيث يمكن للاعب أن يشارك في مزاد، الفوز بالمكافآت من الكروت المحظوظة واللعب في ماكينة الفاشن للفوز بملابس مميزة وقطع أثاث.

### ساحة الموضة
ساحة الموضة هي الخاصية الرئيسية في اللعبة التي تمكن اللاعب من الفوز بالدولارات (للتسوق) وتكسبه الخبرة (لرفع مستواه) في اللعبة. يختار اللاعب على ساحة الموضة خصمه وتتم مقارنة إحصائيات شهرة اللاعبين. الشهرة تتكون من 6 مؤشرات - الإبداع، الستايل، الإخلاص، الجمال، الكرم والوفاء التي يتم تطويرها من قبل اللعب طوال اللعبة.

### المسابقات (المنصات)
هناك مسابقات مختلفة أسبوعية وشهرية لأجمل صبية، شقة وللحيوان الأليف. في ساحة الموضة تمت إزالة مسابقة الحيوانات الأليفة وإضافة مسابقة الحفلات.
كل لاعب يمكن أن يتنافس لمكان في أي من مسابقات المنصة. ويمكن للاعب التفاعل مع لاعبين آخرين من خلال التصويت للصبايا، وبهذه الطريقة يزيد أو ينقص من أصواتهم. في نهاية فترة التصويت (أسبوعي أو شهري) الصبيات بأعلى درجات يأخذن امكانهن على المنصات ويحصلن على مكافآت، يتم إعادة تعيين أصوات جميع الصبايا وتبدأ المسابقات من جديد.

### نوادي البنات
نوادي البنات هي خاصية تمت اضافتها إلى ساحة الموضة في يوليو 2013 وهي تعطي الخيار للاعبين للعب معاً كفريق واحد. كل لاعب يمكن أن ينشئ ناديه الخاص أو ينضم إلى نادي منشأ من قبل لاعب آخر. كل ناد لديه إحصائيات ويجب أن تطور من قبل أعضاء النادي حتى يحظوا بفرصة أفضل للحصول على مكافآت في اللعبة والفوز بتحديات النوادي. معارك النادي هي تحديات فريقية منظمة من قبل رئيسة النادي. يمكن لرئيسة النادي اختيار نادي آخر كخصم وتحديد تاريخ ووقت التحدي.يمكن لجميع أعضاء النادي الانضمام إلى القتال، وبالتالي تكون فرصة كسب التحدي وسرقة الكأس (إن وجد) من النادي الخصم أكبر.

### الحفلات
بعد إدخال خاصية الحفلات في صبايا، أصبح اللاعبون قادرون على تنظيم حفلات خطوبة خاصة بهم داخل اللعبة ودعوة اللاعبين الآخرين إليها. من أجل تنظيم حفلة خطوبة يجب على كل لاعب إنهاء خطوات مختلفة من التنظيم المتعلق بها - استئجار وتزين الغرفة التي ستقام فيها الحفلة، اختيار الطعام والمشروبات للحفلة، اختيار أزياء الصبية وخطيبها، وغير ذلك. يمكن أيضاً لمنظمي الحفلات إنشاء دعواتهم الخاصة وإرسالها إلى لاعبين آخرين لكي ينضموا إلى حفلاتهم. خلال الحفلة يُشكّل المشاركون فريقاً لإنجاز مهام جماعية مختلفة ستجلب لهم جوائز، التواصل بين الصبايا يتم عن طريق شات خاص بالحفلة، هناك خاصية التصويت للحفلة أيضاً. ويعمل الدعم الفني حاليا على الزواج (غير مؤكد) .

## الجوائز
أفضل لعبة متصفح لسنة 2013
- المركز الأول في لعبة المجتمع المفضلة

أفضل لعبة متصفح لسنة 2012
- المركز الأول في لعبة المجتمع المفضلة
- المركز الثاني في الأكثر شعبية
- المركز الثاني في أفضل لعبة 2D

أفضل لعبة متصفح لسنة 2011
- المركز الأول في لعبة المجتمع المفضلة

أفضل لعبة متصفح لسنة 2010
- المركز الأول في لعبة المجتمع المفضلة
- المركز الثاني في الأكثر شعبية